# زواج بالإكراه (مسلسل)
زواج بالإكراه هو مسلسل مصري تم إنتاجه ليعرض في 2015، هو مسلسل درامي من بطولة زينة وأحمد فهمي والعديد من الوجوه.

## قصة المسلسل
تدور أحداث المسلسل (ليلى) شابّة ثرية تتعرَّض لحادثة مرورية تنزف إثرها وتحتاج إلى نقل دم سريع، يتصادف أن تتطابق فصيلة دمها مع فصيلة دم سائقها الخاص، ينقل لها دمًا منه دون أن يعلم أنه هو نفسه مريض بالإيدز وينتقل إليها المرض، تنقلب حياة الشابة إلى تعاسة وانتظار للموت، وتحب شابًّا مجتهدا في شركة أبيها اسمه (أحمد)، لكنه لا يبادلها الحب؛ لأنه يحب (هند) التي هو على وشك الزواج بها، يقوم والدها (سعيد الكومي) بتهديده بقتل خطيبته وأقاربه حتى يجبره على الزواج من ابنته المريضة بالإيدز، وتتوالى الأحداث.

## فريق العمل

### بطولة
| - زينة: ليلى - أحمد فهمي: احمد شاهين - فرح يوسف: هند - محسن محي الدين: سعيد الكومي - سحر رامي: نبيلة - تامر يسري: مصطفى - فيدرا: د. نيرمين - عمرو رمزي: عادل | - عمرو عبدالعزيز: حسن - ايناس عز الدين: حنان - جيهان عبد العظيم: لانا - علا رشدي: هاله | - محمود الجندي: عم امين - نبيل نور الدين: جميل سليم - حنان سليمان: عفاف - عفاف حمدي: ام عادل - ماجدة منير - نادية العراقيه: داده هاديه - عمرو شميس - حمدي السخاوي - نيفين رفعت - احسان ترك | - احمد الشامي - فيفان صابر - وليد عامر - فرح الزاهر - احمد العبد - هدير الديب - إبراهيم صلاح - سامح كمال - لطيفة احمد - الطفل : عمار هيثم |

| - ART DIRECTOR: رمسيس سليم - مساعدي مهندس الديكور: خالد الديب، اسلام ندا - مصممة الازياء: هبة صالح - استايلست الفنانه زينة: ياسمين رضا - ماكيير: علاء التونسي، علي احمد - اكسسوار: عباس صابر - منسق مناظر: هشام جمال، ناصر الاسكندراني - مصور: كريم عبد العزيز - FOCUS PULLER: سلمى الكاشف، محمود شاهين - اسطى كاميرات: الدوكش | - مهندس صوت: احمد جمال - KEY GRIP: جمال فتحي - GAFFER: احمد عامر - فيديو اسيست: حماده السيد، وائل السيد - اماكن التصوير: شيرين اكمل، ايهاب فهيم - فوتوغرافيا: سمير عبد العظيم - كوافير: سيد عبد الغني - ماكيير: صلاح لا لا - كلمات المقدمه والنهاية: أيمن بهجت قمر - الحان: الموسيقار وليد سعد | - التوزيع: احمد إبراهيم - الموسيقى التصويريه: اشرف محمود أبو زيد - تسجيل التترات: محمد إسماعيل - تسجيل ومكساج الموسيقى التصويريه: م.مينا منصور - IT MANAGER: محمود سعد أبو النصر - مونتير مساعد: محمد هندي - Colorist: طارق عبد القادر - المكساج: م عبير عبد الحليم - التترات والبروموشن: عمر عبد القادر، زين - POST PRODUCER: احمد الصوفي | - GFX: أسامة يوسف - مدير مالي: محمود طه - مدير الاداره الماليه: عاصم بهجت - اداره مالية: وائل خالد - OFFICE MANAGER: هاجر رمضان عبيد - CO-PRODUCER: احمد العسيري - إدارة انتاج: أيمن عبد الحميد، احمد الشاذلي - مدير الإنتاج: تامر الشنواني - مدير إدارة الإنتاج: محمد رضا - سكريبت حركه: احمد يحيى | - سكريبت اكسسوار: احمد علاء - سكريبت ملابس: رنا الشافعي - مساعد مخرج أول: امير علوي - المخرج المنفذ: محمد عبد الخالق - مونتاج: سعيد علي - المنتج الفني: خالد الحضري - D.O.P: محمد مصطفى |